# Kurt Mosert
Kurt Mosert (* 25. März 1907 in Wittenberg; † 3. Juli 1934 im KZ Lichtenburg) war ein deutscher SA-Führer und eines der Opfer des so genannten Röhm-Putsches.

## Leben und Wirken

### Frühes Leben und Karriere in der SA
Mosert wurde 1907 als Sohn des Konrektors Paul Mosert und seine Ehefrau Anna geboren.
Mosert trat am 1. Juli 1927 in die NSDAP und etwa zur selben Zeit auch in die Sturmabteilung (SA) ein. In der Partei war Mosert in den Folgejahren als stellvertretender Propagandaleiter und als Kassenwart verschiedener Ortsgruppen in Wittenberg und Sangerhausen tätig. Außerdem nahm an den Reichsparteitagen von 1927, 1929 und 1933 teil.
Als SA-Führer fiel Mosert vor allem durch seine Beteiligung an zahlreichen Straßenkämpfen und Saalschlachten der Nationalsozialisten mit ihren politischen Gegnern um 1930 auf. Dabei zog er sich eine doppelseitige schwere Gehirnerschütterung sowie diverse Kopf- und Stichverletzungen zu. Gerichtlich wurde er in der Zeit der Weimarer Republik wegen Landfriedensbruch, Geheimbündelei und Vergehens gegen das Uniformverbot zu Haftstrafen verurteilt. Später wurde er mit dem Goldenen Parteiabzeichen der NSDAP ausgezeichnet.
1933 führte Mosert den Sturmbann I/20 in Wittenberg. Im Adressbuch der Stadt für das Jahr 1933 wurde er außerdem als Geschäftsführer der Allgemeinen Ortskrankenkasse genannt.

### Konflikt mit der SS und Tod
Am 5. März 1934 beauftragte der Stabsführer der SA-Gruppe Mitte Mosert mit der Führung der Standarte 72 in Torgau. Der ihm als Verwaltungsführer im Stab der 72. Standarte unterstellte Obertruppführer Hillebrandt beschrieb Mosert wie folgt: „[ein] fanatischer und glühender Freiheitskämpfer für das Dritte Reich und trotz seines jungen Alters ein grosses Vorbild an Tapferkeit“.
In den folgenden Monaten kam es im Bereich der Standarte, in der sich auch das KZ Lichtenburg befand, zu verschiedenen Zusammenstößen zwischen Moserts SA-Leuten und den SS-Wachmannschaften des Konzentrationslagers, die den Recherchen von Schulze zufolge mehr im persönlichen als im politischen Bereich lagen (Wirtshausauseinandersetzungen und Ähnliches mehr). Bei einer Aussprache Moserts unter anderem mit dem Lagerleiter von Lichtenburg Theodor Eicke erklärte Mosert dem Direktor des Lagers Hillebrandt:
„Wer meine Männer anfasst, fasst mich an und wer mich anfasst und keine Berechtigung dazu hat, also nicht von der ordentlichen Polizei beauftragt ist, dem werde ich mich mit den mir zur Verfügung stehenden Mitteln zur Wehr setzen, und wenn ich ihn erschlagen oder erschiessen soll, da ich ja dann in berechtigter Notwehr handele!“
In der Nacht vom 30. Juni zum 1. Juli 1934 wurde Mosert gegen 3.00 Uhr vom Landrat des Kreises Torgau Wilhelm Jung telefonisch zu einer Besprechung in die Husarenkaserne am Stadtrand von Torgau gebeten. Als er dort mit seinem Adjutanten Haferkorn erschien, gab ihm SS-Obersturmführer Curt Brasack von der 91. SS-Standarte überraschend seine Verhaftung bekannt. Er kam zunächst ins Untersuchungsgefängnis Torgau und wurde nach kurzen Zwischenaufenthalten im Torgauer Polizeigefängnis und wahrscheinlich einer weiteren Einrichtung (wohl das Wehrmachtsgefängnis Fort Zinna) in der folgenden Nacht zum 3. Juli zwischen 2.00 und 3.00 Uhr von bewaffneten SS-Leuten in das Konzentrationslager Lichtenburg überführt. Dort wurde er noch am selben Tag, angeblich bei einem Fluchtversuch, erschossen.
Die Leiche Moserts und mindestens einer weiteren getöteten Person (wahrscheinlich der SA-Führer Max Schulze) wurden auf dem Gelände der Lichtenburg begraben und das zugeschüttete Grab zusätzlich mit einem Misthaufen überdeckt. Einige Monate später wurden die halbverwesten Leichen exhumiert und auf den Friedhof Prettin überführt.
In seiner Heimat schlug der Tod Moserts große Wellen. Die Lageberichte der Gestapo registrierten für das Gebiet Torgau im Sommer 1934 „eine anscheinend besonders starke Spannung zwischen SA und SS wegen der Erschiessung des SA-Standartenführers Mosert.“
Moserts Eltern bemühten sich in der Folgezeit hartnäckig um Aufklärung über das Schicksal ihres Sohnes. Schließlich wurde ihnen am 6. Oktober 1934 von der Staatspolizeistelle Halle knapp mitgeteilt, dass „Kurt Mosert während der anlässlich der Röhm-Revolte eingeleiteten Aktion getötet worden“ sei. Anschließend strengte das Ehepaar Mosert nachdrücklich die juristische Aufarbeitung des Todes ihres Sohnes an. Am 16. Oktober 1934 beantragten sie beim Landgericht Torgau eine Klage „gegen den Preussischen Staat, vertreten durch den Herrn Preussischen Ministerpräsidenten“, die schließlich abgewiesen wurde.

## Archivalien
- Bundesarchiv Berlin: BDC, PK-Akte zu Kurt Mosert (PK I 144)
- Bundesarchiv Berlin: R 3001/164159 (Akte des Reichsjustizministeriums zu Mosert)